# Mikael Rothstein
Mikael Rothstein (født 8. maj 1961) er en dansk mag.art. og ph.d. i religionshistorie. 
Rothstein er lektor i sammenlignende religionshistorie ved Institut for Kultur- og Sprogvidenskaber ved Syddansk Universitet. 
Sammen med sin bror Klaus Rothstein har han præget den danske debat om især religion, racisme og udlændingepolitik.

## Karriere
Rothstein var den første religionshistoriker i Danmark som specialiserede sig i studiet af nye religioner.[kilde mangler] Frem til slutningen af 1980’erne blev emnet sjældent taget i betragtning, men i dag er de nye religioner en integreret del af den religionshistoriske forskning, bl.a. i kraft af Rothsteins arbejde. På dansk har han udgivet Gud er blå. De nye religiøse bevægelser (Gyldendal, 1991) og Gud er (stadig) blå (Aschehoug, 2001), UFOer og rumvæsener. Myten om de flyvende tallerkener (Gyldendal, 2001) m.v. om emnet. Rothstein har fortsat sine studier af nye religioner, men siden 2005 har hans interesse fokuseret på indfødte folks religioner, især nomadiske jæger-samlere i det centrale Borneo. I 2016 udgav han en feltarbejdsbaseret monografi om emnet; Regnskovens religion. Forestillinger og ritualer blandt Borneos sidste jæger-samlere (U Press, 2016). Rothsteins aktuelle forskning handler især om hovedjagt og kraniekult, stadig på Borneo. Han har bidraget til en lang række antologier som redaktør og forfatter, herunder Gyldendals religionshistorie (m. Tim Jensen og Jørgen Podemann Sørensen, Gyldendal, 1994 og senere) og Politikens håndbog i verdens religioner (Politikens Forlag, 2000). Har i en længere årrække være tilknyttet tidsskriftet Chaos. Skandinavist tidsskrift for religionshistoriske studier som bl.a. medredaktør. 
Siden 2011 har han været gæsteprofessor ved Vytaytas Magnus Universitetet i Kaunas, Litauen.

## Kritik
I marts 2007 blev Rothstein anklaget for at politisere sin undervisning på Københavns Universitet. Jyllands-Posten skrev at de studerende på religionsvidenskab klagede til fagrådet over lektorens politiske taler for Ungdomshuset, Jagtvejen 69, når der stod religion på undervisningsskemaet.
Men der var ingen klager. En håndfuld utilfredse elever havde henvendt sig til et medlem af Fagrådet for Religion, og fået ham til at tage det op på et møde, men fagrådet konkluderede at der ikke var nogen sag, da de utilfredse studerende ikke ønskede at indgive en officiel klage. Derfor anså fagrådet sagen for lukket, og det endte uden påtale af dekan Kirsten Refsing, da hun vurderede, at universitetsansattes ytringsfrihed, også i en undervisningssituation, rækker langt.